# Gasometer Moringen
Der Gasometer Moringen ist der älteste erhaltene Teleskop-Gasometer in Niedersachsen.
1906 wurde in Moringen ein Gaswerk errichtet. Das hier erzeugte Gas wurde in dem 400 Kubikmeter fassenden Gasbehälter zwischengespeichert. Der eiserne Glocken-Gasbehälter, der durch die Berlin-Anhaltische Maschinenbau AG gebaut wurde, ist freistehend. Die Nutzung wurde 1965 eingestellt wegen der Umstellung auf Ferngas.
Im 21. Jahrhundert mussten die durch Korrosion geschädigte Behälterhülle und Deckel saniert werden. 2006 wurde eine transparente Überdachung angebracht, auf der eine kleine Photovoltaikanlage installiert wurde. Die Restaurierungsarbeiten wurden 2008 mit einem Preis für Denkmalpflege der Niedersächsischen Sparkassenstiftung gewürdigt.